# هنري كلاي فريك الثاني
هنري كلاي فريك الثاني (بالإنجليزية: Henry Clay Frick II)‏ هو أستاذ جامعي وطبيب أمريكي، ولد في 18 أكتوبر 1919 في روسلين في الولايات المتحدة، وتوفي في 9 فبراير 2007 في ألبين في الولايات المتحدة.